# Paul-Pierre et Prosper-Mathieu Henry
Pour les articles homonymes, voir Henry et Paul Henry (homonymie).

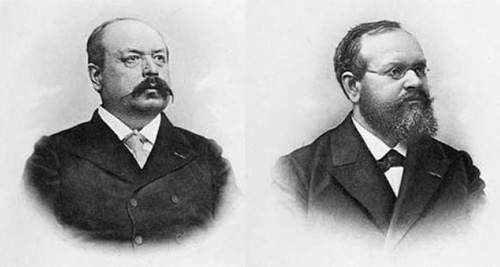
Pierre Paul Henry et Mathieu Prosper Henry.

Paul-Pierre Henry (Paul Henry) (21 août 1848 – 4 janvier 1905) et son frère Prosper-Mathieu Henry (Prosper Henry) (10 décembre 1849 – 25 juillet 1903) étaient des opticiens et des astronomes français.
Ils fabriquèrent des lunettes et des instruments pour les observatoires, et furent impliqués dans l'élaboration du projet Carte du Ciel.
Ils découvrirent au total 14 astéroïdes, 7 chacun. Le Centre des planètes mineures crédite leurs découvertes respectives sous les noms « P. P. Henry » et « P. M. Henry ». Ils ont aussi découvert la nébuleuse NGC 1432.
On trouve trace d'une ascension en ballon le 4 octobre 1873 avec les frères Albert Tissandier (1839 - 1906) et Gaston Tissandier (1843 - 1899)
En 1961, l'Union astronomique internationale a attribué le nom de Henry Frères à un cratère lunaire en leur honneur. L'astéroïde (1516) Henry leur est également dédié.

## Astéroïdes découverts par Paul-Pierre
| (126) Velléda     | 5 novembre 1872 |
| (141) Lumen       | 13 janvier 1875 |
| (152) Atala       | 2 novembre 1875 |
| (159) Æmilia      | 26 janvier 1876 |
| (164) Eva         | 12 juillet 1876 |
| (177) Irma        | 5 novembre 1877 |
| (227) Philosophia | 12 août 1882    |

## Astéroïdes découverts par Prosper-Mathieu
| (125) Liberatrix | 11 septembre 1872 |
| (127) Johanna    | 5 novembre 1872   |
| (148) Gallia     | 7 août 1875       |
| (154) Bertha     | 4 novembre 1875   |
| (162) Laurentia  | 21 avril 1876     |
| (169) Zelia      | 28 septembre 1876 |
| (186) Celuta     | 6 avril 1878      |

### Notices nécrologiques Paul-Pierre Henry
- AN 167 (1905) 223/224 (en allemand)
- MNRAS 65 (1905) 349
- Obs 28 (1905) 110
- PASP 17 (1905) 77 (un paragraphe)

### Notices nécrologiques Prosper-Mathieu Henry
- AN 163 (1903) 381/382 (en français)
- MNRAS 64 (1904) 296
- Obs 26 (1903) 396 (un paragraphe)
- PASP 15 (1903) 230